# Вест (Міссісіпі)
Вест (англ. West) — місто (англ. town) в США, в окрузі Голмс штату Міссісіпі. Населення — 153 особи (2020).

## Географія
Вест розташований за координатами 33°11′52″ пн. ш. 89°46′56″ зх. д. / 33.19778° пн. ш. 89.78222° зх. д. (33.197767, -89.782106).  За даними Бюро перепису населення США в 2010 році місто мало площу 1,44 км², уся площа — суходіл.

## Демографія
Згідно з переписом 2010 року, у місті мешкало 185 осіб у 77 домогосподарствах у складі 51 родини. Густота населення становила 128 осіб/км².  Було 100 помешкань (69/км²).
Расовий склад населення:
| - 52,4 % — чорних або афроамериканців - 47,6 % — білих |

До двох чи більше рас належало 0,0 %. Частка іспаномовних становила 0,0 % від усіх жителів.
За віковим діапазоном населення розподілялося таким чином: 26,5 % — особи молодші 18 років, 53,5 % — особи у віці 18—64 років, 20,0 % — особи у віці 65 років та старші. Медіана віку мешканця становила 41,3 року. На 100 осіб жіночої статі у місті припадало 77,9 чоловіків;  на 100 жінок у віці від 18 років та старших — 78,9 чоловіків також старших 18 років.
Середній дохід на одне домашнє господарство  становив 50 831 долар США (медіана — 36 875), а середній дохід на одну сім'ю — 60 065 доларів (медіана — 41 563). За межею бідності перебувало 27,1 % осіб, у тому числі 20,8 % дітей у віці до 18 років та 12,1 % осіб у віці 65 років та старших.
Цивільне працевлаштоване населення становило 54 особи. Основні галузі зайнятості: освіта, охорона здоров'я та соціальна допомога — 24,1 %, науковці, спеціалісти, менеджери — 18,5 %, публічна адміністрація — 16,7 %.